# جيمس ماثيسون
جيمس ماثيسون (بالإنجليزية: James Mathieson)‏ (10 مايو 1904 في المملكة المتحدة - 13 أبريل 1950) هو لاعب كرة قدم بريطاني (وحمل سابقاً جنسية المملكة المتحدة لبريطانيا العظمى وأيرلندا) في مركز حراسة المرمى. لعب مع ريث روفرز وكوين أوف ساوث ونادي بارتيك ثيسل ونادي برينتفورد ونادي ميدلزبره.